# Sheyla Tadao
Sheyla Osiris Tadeo Bringas (née le 3 avril 1973 à Culiacán) est une chanteuse et actrice mexicaine.

## Filmographie

### À la télévision
- 1997 : Salud, dinero y amor : Sor Dominga
- 2006 : Mundo de fieras : Mayeya
- 2007/08: Al diablo con los guapos : Sor Catalina "Cachete" / Macarena
- 2010 : Zacatillo, un lugar en tu corazón : Cleodomira Rivadeneira "La Chata"
- 2011 : Rafaela : Amanda
- 2012 : Amorcito corazón : Carmelita Palacios